# Heilige Familie (Klein Escherde)

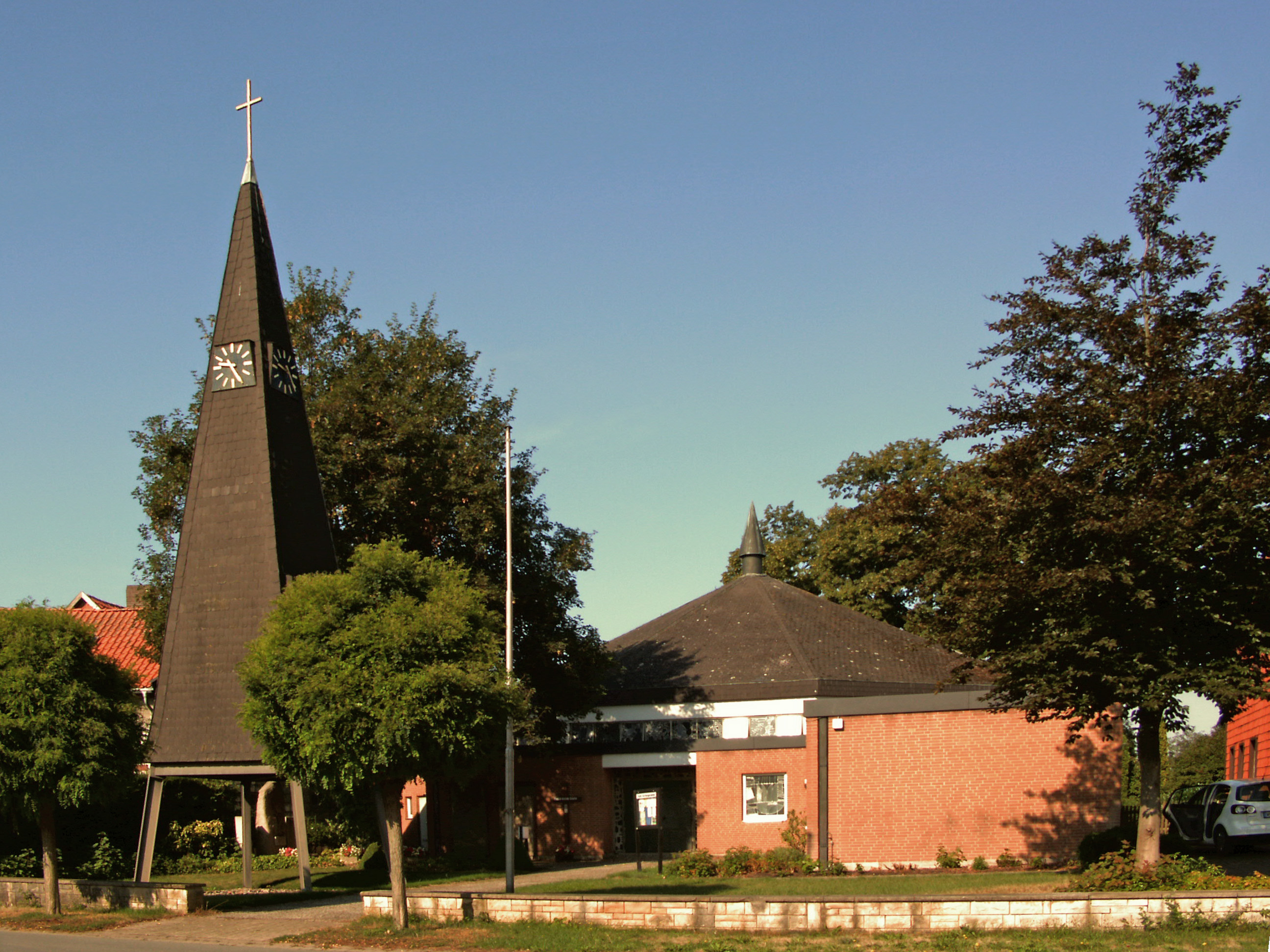
Kirche Heilige Familie

Heilige Familie ist die römisch-katholische Kirche im Ortsteil Klein Escherde der Gemeinde Nordstemmen im niedersächsischen Landkreis Hildesheim. Sie gehört heute zur Pfarrgemeinde St. Martinus Hildesheim – Katholische Kirche im „Güldenen Winkel“ im Dekanat Hildesheim des Bistums Hildesheim.

## Geschichte
Im 13. Jahrhundert werden die Ortschaften Groß Escherde und Klein Escherde in den Quellen oft als Einheit behandelt. Die erste urkundliche Erwähnung von Escherde geht auf die Traditionen des  Klosters Corvey zurück, wo erwähnt wird, dass ein Adeliger namens Dietmar seinen Sohn Wichard im Jahre 972 in das Kloster gab. Als Aussteuer des Sohnes übergab er dem Kloster eine Familie in Hesschehirithi mit 24 Joch. Ob es sich dabei um Vorfahren des späteren Rittergeschlechts von Escherde handelte, die Ministerialen des Hildesheimer Bischofs waren, lässt sich nicht belegen. Nachweisbar ist jedoch, dass Ritter Lippold von Escherde 1203 ein Benediktinerinnenkloster gründete. Das Kloster nahm vorübergehend den Namen Neu Escherde an, bis es sich Kloster Escherde nannte. Der Stifter übereignete dem Kloster nicht nur Grundbesitz, sondern übertrug ihm nach Zustimmung des Bischofs das Patronatsrecht über die Escherder Pfarrkirche. Kunsthistoriker vermuten, dass die bis 1891 bestandene Pfarrkirche, deren mittelalterliches Patrozinium unbekannt ist, um das Jahr 1200 erbaut sein könnte. Das Kloster wurde 1236 durch Bischof Konrad II. aus dem Pfarrverband von Betheln und dem Archidiakonat Rheden gelöst. Seine Selbständigkeit wurde jedoch durch die Familie von Escherde eingeschränkt, da es den Söhnen des Stiftern vorbehalten blieb, sich vom Konvent des Klosters zum Vogt wählen zu lassen.
Die urkundliche Differenzierung zwischen Groß und Klein Escherde erfolgte ab 1258. Klein Escherde erhielt vermutlich erst mit der Stiftung der Vikarie St. Martin durch den Archidiakon und Propst eine Kapelle, die wahrscheinlich das Patrozinium St. Martin übernommen hatte. Ein Kaplan der Kapelle wird für das Jahr 1380 bestätigt. Kirchlich gehörte Klein Escherde als Filialgemeinde zu Groß Escherde, die wiederum zur Klosterkirche St. Maria gehörte, von der aus der Pfarrer seine Gemeinde betreute. Wirtschaftliche Schwierigkeiten des Klosters Escherde wurden durch Zuwendungen des Bischofs Magnus von Sachsen-Lauenburg Mitte des 15. Jahrhunderts behoben. Um die religiösen Verhältnisse des Klosters prüfen zu können, war 1441 der Kirchenreformer Johannes Busch mit einer später erfolgreichen Reformation des Klosters beauftragt worden. Der Quedlinburger Rezess 1523 war für die konfessionellen Verhältnisse beider Ortschaften bedeutend.

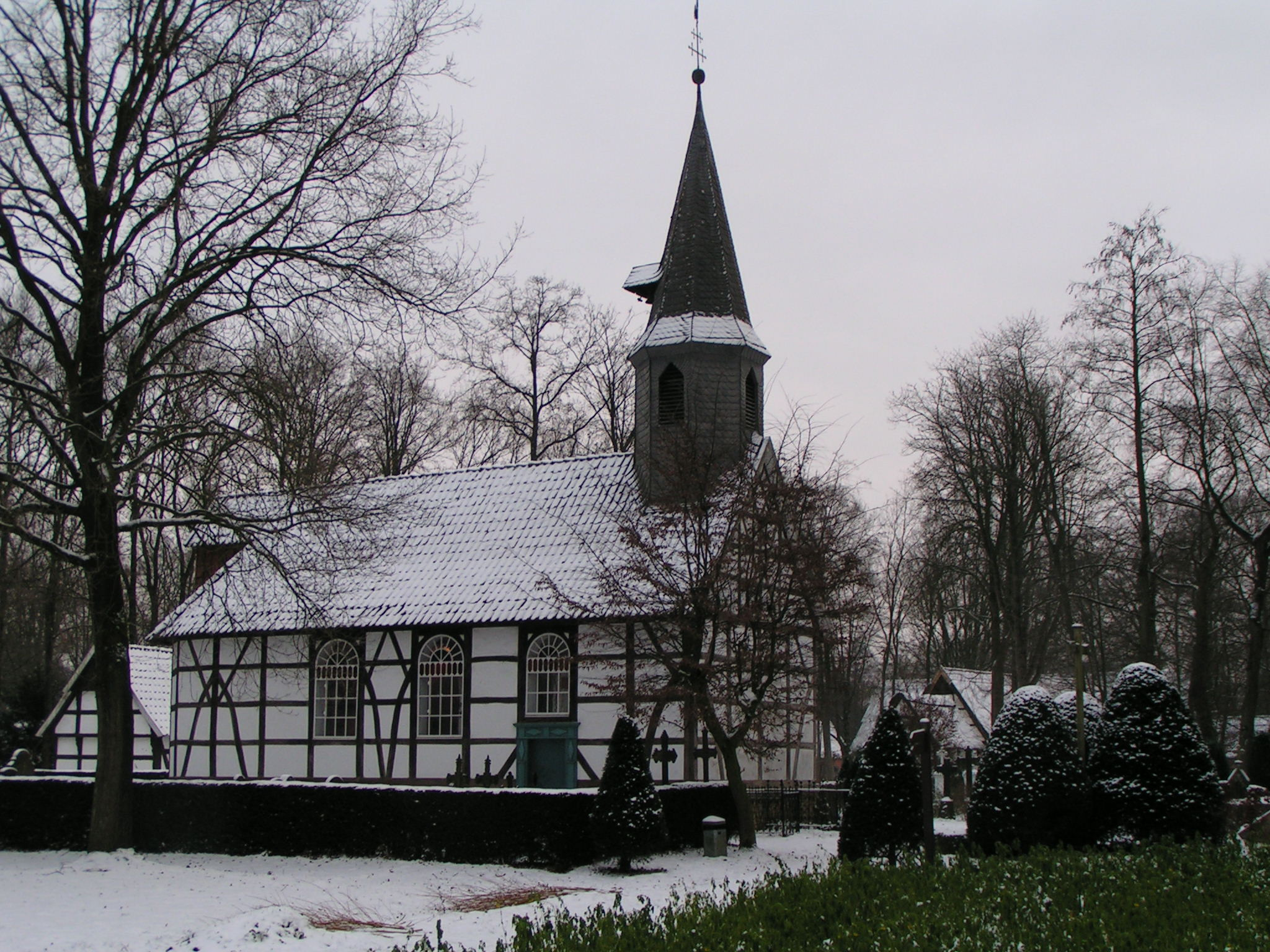
Ehemalige Fachwerkkirche

Während Groß und Klein Escherde im Amt Steuerwald unter fürstbischöflichem Einfluss verblieben, lag das Kloster Escherde im Hochstift Hildesheim und war somit in den Besitz von Erich I. von Braunschweig-Calenberg gelangt, dessen Ehefrau Elisabeth von Calenberg es 1545 reformierte. Im Jahre 1600 nahm Herzog Julius II. von Braunschweig-Wolfenbüttel das Patronatsrecht über die Filialkirche in Groß Escherde für sich in Anspruch. Nach der kirchlichen Visitation der Jahre 1608–1609 waren Kloster Escherde und Gemeinde Groß Escherde reformiert. Die Einwohner von Klein Escherde hatten sich 1609 jedoch teilweise wieder an den katholischen Kultus gewöhnt. Um die katholischen Religionsverhältnisse wieder stärken zu können, wurde Klein Escherde in den Pfarrsprengel Emmerke verlegt. Nach der Restitution des Stiftes im Jahre 1643 hatte Fürstbischof Ferdinand das Kloster zeitweise mit männlichen Ordensleuten besetzen lassen. In der katholischen Filialgemeinde Klein Escherde wurde 1699 eine Fachwerkkapelle mit dem Patrozinium Heilige Familie errichtet. Das ursprüngliche Gotteshaus war vermutlich im Dreißigjährigen Krieg zerstört worden. 1760 wurde die Klosterpfarrei Escherde sogar eigener Zirkel. In Anbetracht der drohenden Säkularisation des Klosters wurde der Zirkel Escherdensis 1808 aufgelöst und stattdessen  der Zirkel Emmerke eingerichtet. Die Säkularisation des Klosters wurde unter der Herrschaft König Jeromes 1810 durchgeführt. Damit wurde gleichzeitig die Klosterpfarrei aufgelöst, die 1803 noch 257 katholische Christen betreute. hatte die katholischen Religionsverhältnisse wieder gefestigt, das bestätigt auch der Visitationsbericht aus dem Jahre 1657.
In Klein Escherde wurde an Sonn- und Feiertagen in der Kapelle die Heilige Messe gefeiert. Da dort die katholische Bevölkerung nach 1945 durch Flüchtlinge erheblich angestiegen war, wurde die Fachwerkkirche bald zu klein für die etwa 140 Gottesdienstbesucher. Im Jahre 1973 entschloss sich die Bistumsleitung der Escherder Kapellenvorstand zur Übergabe des Gotteshauses an das Museumsdorf Cloppenburg, wo sie wieder aufgebaut wurde. Auf ihren ursprünglichen Platz wurde noch im selben Jahr eine neue Kapelle gebaut, die das Patrozinium Heilige Familie übernommen hat. Filialkirche von St. Martinus in Emmerke blieb sie bis 2010.
Im Jahre 2010 fusionierten die Kirchengemeinden St. Martinus in Himmelsthür, St. Kunibert in Sorsum, St. Martinus in Emmerke und Heilige Familie in Escherde und bilden die neue Pfarrgemeinde St. Martinus Hildesheim – Katholische Kirche im „Güldenen Winkel“. Heilige Familie ist seitdem eine Filialkirche von St. Martinus in Himmelsthür.

## Architektur
- Moderner Sechseckbau mit Hochaltar aus dem Jahre 1670 im Renaissance-Stil